# Cantonul Bayonne-1
Cantonul Bayonne-1 este un canton francez din departamentul Pyrénées-Atlantiques.

## Istorie
Un nou decupaj teritorial al departamentului Pyrénées-Atlantiques a intrat în vigoare în 2015. Acesta a fost definit prin decretul din 25 februarie 2014, în aplicarea legilor din 17 mai 2013 (legea organică 2013-402 și legea 2013-403).
Cantonul Bayonne-1 este format dintr-o fracțiune a comunei Bayonne și dintr-o fracțiune a comunei Anglet. Acesta este situat în întregime în arondismentul Bayonne, iar centrul cantonal se află în Bayonne.

## Compoziție
Cantonul Bayonne-1 include:
- partea comunei Bayonne situată la nord de o linie definită de axul următoarelor drumuri și limite: de la limita teritorială a comunei Anglet, bulevardul Aritxague, sensul giratoriu Les Pontots, bulevardul Marcel-Dassault, bulevardul Maréchal-Soult, bulevardul Allées-Paulmy, o linie dreaptă care se prelungește până la cursul râului Adour, cursul râului Adour până la limita teritorială a comunei Anglet;
- partea comunei Anglet care nu este inclusă în cantonul Anglet.

## Date demografice
În 2021, cantonul avea 22.190 locuitori, înregistrând o creștere de +10,71% față de 2015 (Pyrénées-Atlantiques: +3,43%, Franța fără Mayotte: +1,84%).